# Obrowo (gmina Miastko)
Obrowo (kaszb. Òbrowò) – osada w Polsce położona na Pojezierzu Bytowskim, w województwie pomorskim, w powiecie bytowskim, w gminie Miastko. 
Na zachód od Obrowa znajduje się jezioro Skąpe.
W latach 1975–1998 miejscowość administracyjnie należała do województwa słupskiego.